# Hylte/Halmstad VBK
Hylte/Halmstad VBK (også H/H Volley) er en volleyballklub fra Hyltebruk og Halmstad i Sverige. Klubben blev dannet gennem en fusion i 2012 af Hylte VBK (dannet 1980) og IF Halmstad Volley. 
Herreholdet er, enten i den nuværende konstellation eller som Hylte VBK, blevet svenske mestre ti gange: 1995, 1996, 2000, 2001, 2005, 2006, 2013, 2018, 2021 og 2022, mens kvindeholdet er blevet svenske mestre tre gange (2014, 2021 og 2022). Herreholdet har vundet Grand Prix i volleyball seks gange (2000, 2001, 2005, 2008, 2013 og 2021), mens kvindeholdet har vundet konkurrencen én gang (2021).